# Amyl and The Sniffers
Amyl and the Sniffers este o trupă australiană de pub rock și punk din Melbourne, formată din vocalista Amy Taylor, bateristul Bryce Wilson, chitaristul Declan Mehrtens și basistul Gus Romer. Au lansat albumul lor de debut, Amyl and the Sniffers, în 2019. Al doilea lor album, Comfort to Me, a fost lansat în 2021, urmat de al treilea album, Cartoon Darkness, în 2024. Au fost nominalizați la nouă premii ARIA și au câștigat trei, inclusiv pentru Cel mai bun grup în 2022.
Trupa își ia numele din argoul australian pentru nitritul de amil, cunoscut și sub numele de poppers. Taylor a comparat muzica lor cu drogul într-un interviu acordat lui Paul Glynn de la BBC: „În Australia numim poppers Amyl. Așa că îl adulmeci, durează 30 de secunde și apoi ai o durere de cap - și așa suntem noi!” Sunetul lor a fost comparat cu grupuri punk rock din anii 1970, cum ar fi Iggy Pop and the Stooges și the Damned. Taylor a citat o serie de influențe variate, inclusiv Minor Threat, Ceremony, AC/DC, Sleaford Mods, Dolly Parton și Cardi B.

## Istorie
2016–2017: Giddy Up și Big Attraction
Vocalista Amy Taylor într-o înregistrare live din 2017
Trupa a fost formată din colegii de apartament Amy Taylor, Bryce Wilson, Declan Mehrtens și Calum Newton în Balaclava, Melbourne. Cei patru au scris, au înregistrat și au lansat primul lor EP, Giddy Up, într-un interval de 12 ore. Newton a părăsit trupa pentru a urma o carieră solo și a fost înlocuit de Gus Romer la începutul anului 2017.
Un al doilea EP, Big Attraction, a fost lansat în 2017.
2018–prezent: Amyl and the Sniffers, Comfort to Me și Cartoon Darkness
În 2018, trupa a intrat în studio pentru a înregistra albumul lor de debut cu producătorul și fostul baterist Add N to (X), Ross Orton. Rezultatul a fost Amyl and the Sniffers, lansat pe 24 mai 2019. A primit recenzii în general pozitive, inclusiv un 7,2 de la Pitchfork și 4 din 5 stele de la NME și AllMusic. Având în vedere lansarea albumului, Happy Mag a plasat trupa pe locul 9 în lista lor cu „Cele 15 artiste australiene care schimbă jocul chiar acum”, lăudând-o pe Taylor pentru că este „una dintre cele mai rockere persoane de pe fața planetei”. Single-ul din 2018 „Some Mutts” a fost folosit în serialul TV cu vampiri Firebite din 2021/2022 al lui Warwick Thornton.

Amyl and the Sniffers în 2021
La Premiile Muzicale ARIA din 2019, Amyl and the Sniffers au câștigat Premiul ARIA pentru Cel mai bun album rock. În februarie 2020, albumul a fost nominalizat la Premiul Australian de Muzică din 2019.

Pe 7 iulie 2021, Amyl and the Sniffers au anunțat al doilea album al lor, Comfort to Me, alături de single-ul principal „Guided by Angels”. Mai târziu, în iulie, trupa a lansat un alt single, „Security”. Cu trei zile înainte de lansarea albumului, trupa a lansat un ultim single, „Hertz”, alături de un videoclip muzical complementar. Albumul complet Comfort to Me a fost inițial programat pentru lansare la începutul lunii octombrie 2021, dar a fost amânat și lansat pe 10 septembrie. Albumul a fost înregistrat la Sound Park, în Melbourne.
În iunie și iulie 2022, trupa a cântat în deschiderea concertelor pentru Weezer, Fall Out Boy și Green Day în etapa europeană a turneului Hella Mega.[necesită citare] În aprilie 2023, trupa a participat la turnee cu Smashing Pumpkins și Jane's Addiction.
În martie 2024, Amyl and the Sniffers au anunțat un turneu ca headline în SUA programat pentru iulie și august 2024, pe lângă concertele lor din SUA ca trupă de deschidere pentru Foo Fighters. În mai 2024, trupa a lansat cele două single-uri „U Should Not Be Doing That”, primul single de pe viitorul lor album, și „Facts”, după care au anunțat un turneu ca headline în Marea Britanie și Europa programat pentru noiembrie 2024. Pe 21 august 2024, grupul a anunțat că al treilea album al lor, Cartoon Darkness, va fi lansat pe 25 octombrie 2024. Single-ul și videoclipul pentru „Chewing Gum” au fost lansate în aceeași zi. „Big Dreams”, al treilea single de pe album, a fost lansat pe 25 septembrie 2024. Pe 21 octombrie 2024, grupul a lansat al patrulea single de pe album, „Jerkin'”. Videoclipul muzical a fost lansat pe site-ul trupei din cauza nudității frontale grafice de pe tot parcursul videoclipului. O versiune cenzurată a fost lansată pe YouTube. Trupa s-a clasat pentru prima dată în Triple J Hottest 100 în 2024, cu „Jerkin'” pe locul 32 și „U Should Not Be Doing That” pe locul 34. În 2025, trupa a deschis trei concerte pentru The Offspring în Brazilia, susținând în același timp un concert independent în São Paulo.

## Discografie

### Albume
- Amyl and the Sniffers (2019)
- Comfort to Me	(2021)
- Cartoon Darkness (2024)

### EPs
- Giddy Up (2016)
- Big Attraction (2017)